# حد لیمن
حد لیمن (انگلیسی: Lyman limit) حد انتهای طول موج کوتاه سری لیمن هیدروژنی در ۹۱٫۱۳ نانومتر (۹۱۱٫۳ Å) است. این انرژی مربوط به انرژی مورد نیاز برای فرار یک الکترون در حالت پایه هیدروژن از سد پتانسیل الکتریکی است که در ابتدا آن را محدود می‌کرد و در نتیجه یک یون هیدروژن ایجاد می‌کرد. این انرژی معادل ثابت ریدبرگ است.